# Thibault Lassalle
Pour les articles homonymes, voir Lassalle.

a Compétitions nationales et continentales officielles uniquement.

b Matchs officiels uniquement.
Dernière mise à jour le 30 avril 2020.
Thibault Lassalle, né le 22 août 1987 à Oloron-Sainte-Marie (Pyrénées-Atlantiques), est un joueur français de rugby à XV évoluant au poste de deuxième ligne. Il joue avec le SU Agen, puis trois saisons à l'US Oyonnax. Il rejoint ensuite le Rugby club toulonnais où il ne joue que la première de ses trois saisons de contrat avant de rejoindre le Castres olympique.

## Biographie

### Enfance
Thibault Lassalle est le plus âgé des trois fils, la famille comptant également une fille, de Jean Lassalle, homme politique dans les Pyrénées-Atlantiques. Celui-ci, qui a joué toute sa jeunesse au poste de troisième ligne en rugby à XV, l'initie à ce sport. Il passe son enfance à Bedous. Il est formé au FC Oloron.

### Enchaînement des blessures avec Agen
Rejoignant le SU Agen en 2006, Thibault Lassalle dispute son premier match avec Agen en décembre 2007, en remplacement de Kirill Koulemine. Ses débuts sont en effet perturbés par des blessures, deux fois une déchirure du ligament latéral du genou droit lors de sa première saison, puis même blessure au genou gauche en début de la saison suivante. Il dispute finalement douze rencontres lors de cette saison 2007-2008, dont deux titularisations. La saison suivante, son temps de jeu progresse avec huit titularisations en douze rencontres. En novembre 2009, il se blesse gravement lors d'une rencontre contre Lannemezan. Celle-ci l'oblige à subir une opération des croisés antérieurs et du latéral externe. Il dispute finalement huit matchs, dont sept en tant que titulaires.
De retour en septembre 2010 face à Grenoble, il se blesse à nouveau lors d'un match du Challenge européen 2010-2011, contre les Anglais de Gloucester, cette blessure, entorse du genou gauche, nécessitant une intervention et un arrêt estimé alors à huit mois. Sa saison se réduit ainsi à six rencontres de Top 14, deux matchs en tant que titulaire, et quatre matchs de challenge européen, trois titularisations.
Ce n'est qu'en fin de la saison suivante qu'il rejoue. Il joue finalement trois matchs. Alors qu'en février, il est annoncé comme prolongé jusqu'en 2014, il n'est finalement pas conservé par le club agenais.

### Montée en Top 14 avec Oyonnax

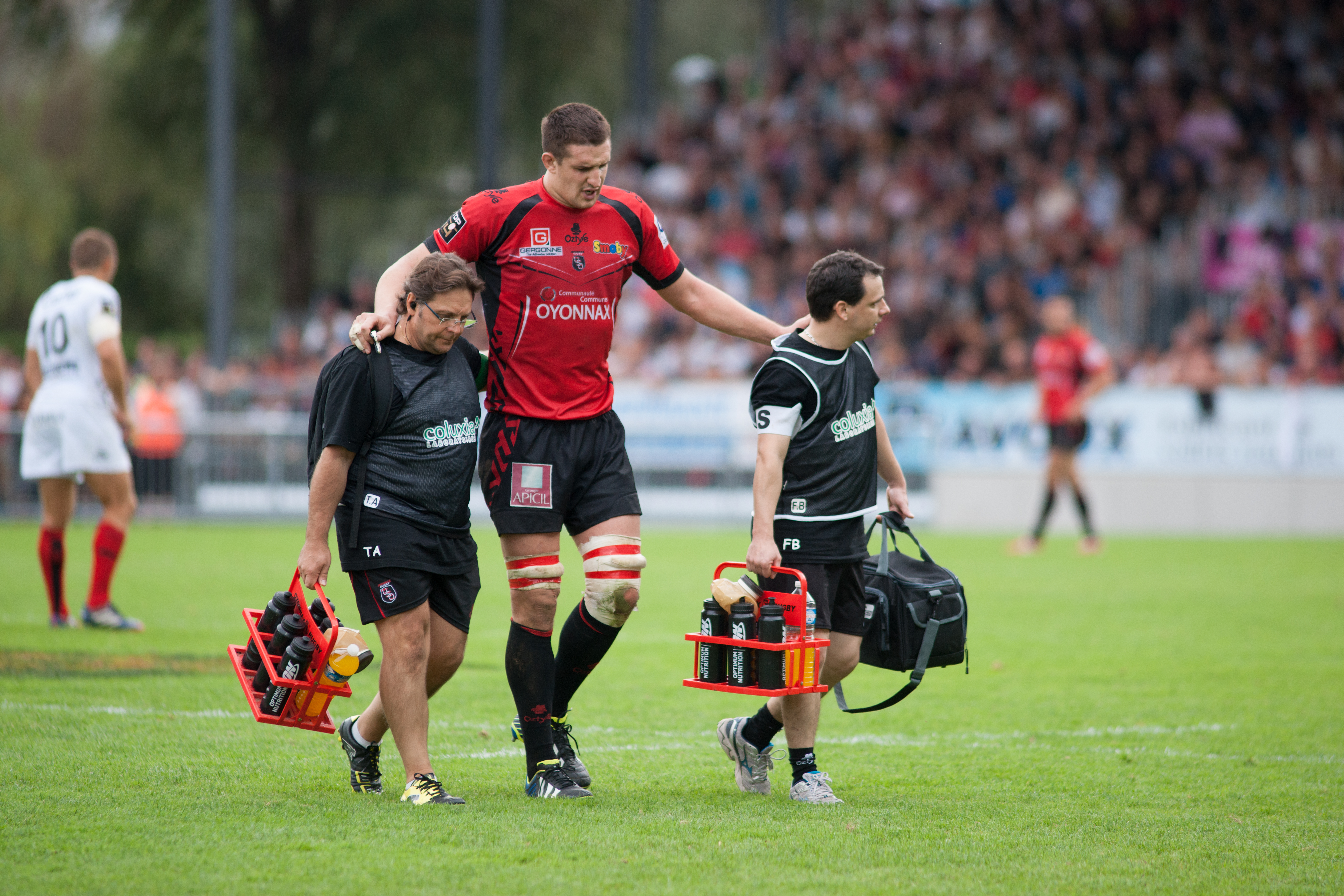
Thibault Lassalle avec Oyonnax en 2013

Thibault Lassalle rejoint alors le club de l'US Oyonnax qui évolue en Pro D2. Avec celui-ci, il dispute vingt-cinq rencontres de Pro D2, dont vingt en tant que titulaire. Il inscrit deux essais, dont celui contre Brive, essai qui assure la montée d'Oyonnax en Top 14 pour la saison suivante.
Lors de la première saison de son nouveau club dans l'élite, il participe à dix-huit rencontres, dont seize en tant que titulaire, et il inscrit un essai. Durant cette saison, il est convoqué pour la première fois au sein du groupe des Barbarians français pour un match contre l'équipe des Samoa en novembre 2013, les Baa-baas l'emportant sur le score de 20 à 19. Lassalle rentre en jeu à la 63e minute.
Pour la saison 2014-2015, il voit son importance augmenter au sein du club, Christophe Urios le nommant vice-capitaine de l'équipe. Toutefois, son début de saison est perturbé par une luxation à une épaule. Il dispute un total de treize rencontres de Top 14, dont onze en tant que titulaire, inscrivant un essai, et trois rencontres, dont deux titularisations de challenge européen. Lors de cette troisième année à Oyonnax, la signature d'un précontrat en faveur du Rugby club toulonnais est annoncée en octobre 2014. Cette annonce est faite alors qu'il est en rééducation après une opération en septembre pour soigner une luxation de l'épaule. Cette dernière saison en faveur se solde par treize rencontres jouées en Top 14, dont onze titularisations, et un essai marqué contre Bayonne. Il participe au premier match des phases finales de l'histoire de son club, une défaite 20 à 19 face au Stade toulousain. En challenge européen, il dispute deux rencontres, dont deux titularisations.
En juin 2015, il est sélectionné dans l'équipe des Barbarians français pour participer à la tournée en Argentine et affronter les Pumas,.

### Échec à Toulon
L'absence de nombreux joueurs toulonnais, retenus par la coupe du monde 2015, permet à Thibault Lassalle d'obtenir du temps de jeu en faveur de son nouveau club. Il enchaine ainsi six rencontres, dont quatre en tant que titulaire. Après ce qu'il admet comme une « mauvaise prestation » contre Grenoble, il perd la confiance de son entraîneur Bernard Laporte et il ne retrouve les terrains que début janvier, obtenant seulement deux titularisations. Au total, il dispute quatorze matchs de Top 14 et quatre matchs de coupe d'Europe, ces derniers en tant que remplaçant.

### Succès à Castres
Considérant sa saison comme un « échec », il se décide à changer de club, et après une discussion avec son président Mourad Boudjellal, il obtient la possibilité de rompre son contrat, son nouveau club, le Castres olympique devant toutefois payer une indemnité. Il y retrouve son ancien entraîneur d'Oyonnax, Christophe Urios. Thibaut Lasalle est champion de France 2018 avec le CO. 
Finalement il retourne à l’US Oyonnax en 2019.

### Carrière au niveau amateur
Après avoir pris sa retraite professionnelle à l'issue de la saison 2021-2022, il fait son retour dans les Pyrénées-Atlantiques, rejoignant ses deux frères dans le club de l'Union sportive aspoise en Régionale 2.

## Palmarès
Avec le SU Agen
- Championnat de France de Pro D2 :
  - Champion (1) : 2010

Avec l'US Oyonnax
- Championnat de France de Pro D2 :
  - Champion (1) : 2013

Avec le Castres olympique
- Championnat de France de première division (Top 14) :
  - Champion (1) : 2018[18]

## Statistiques en équipe nationale
- International -19 ans :
  - 2006 : participation au championnat du monde à Dubaï, 5 sélections (Afrique du Sud, Irlande, Argentine, Australie, Angleterre)[2].
  - 6 sélections en 2005-2006[réf. nécessaire]
- International -18 ans : 2 sélections en 2005 (Angleterre, Irlande)[réf. nécessaire].